# Diligència

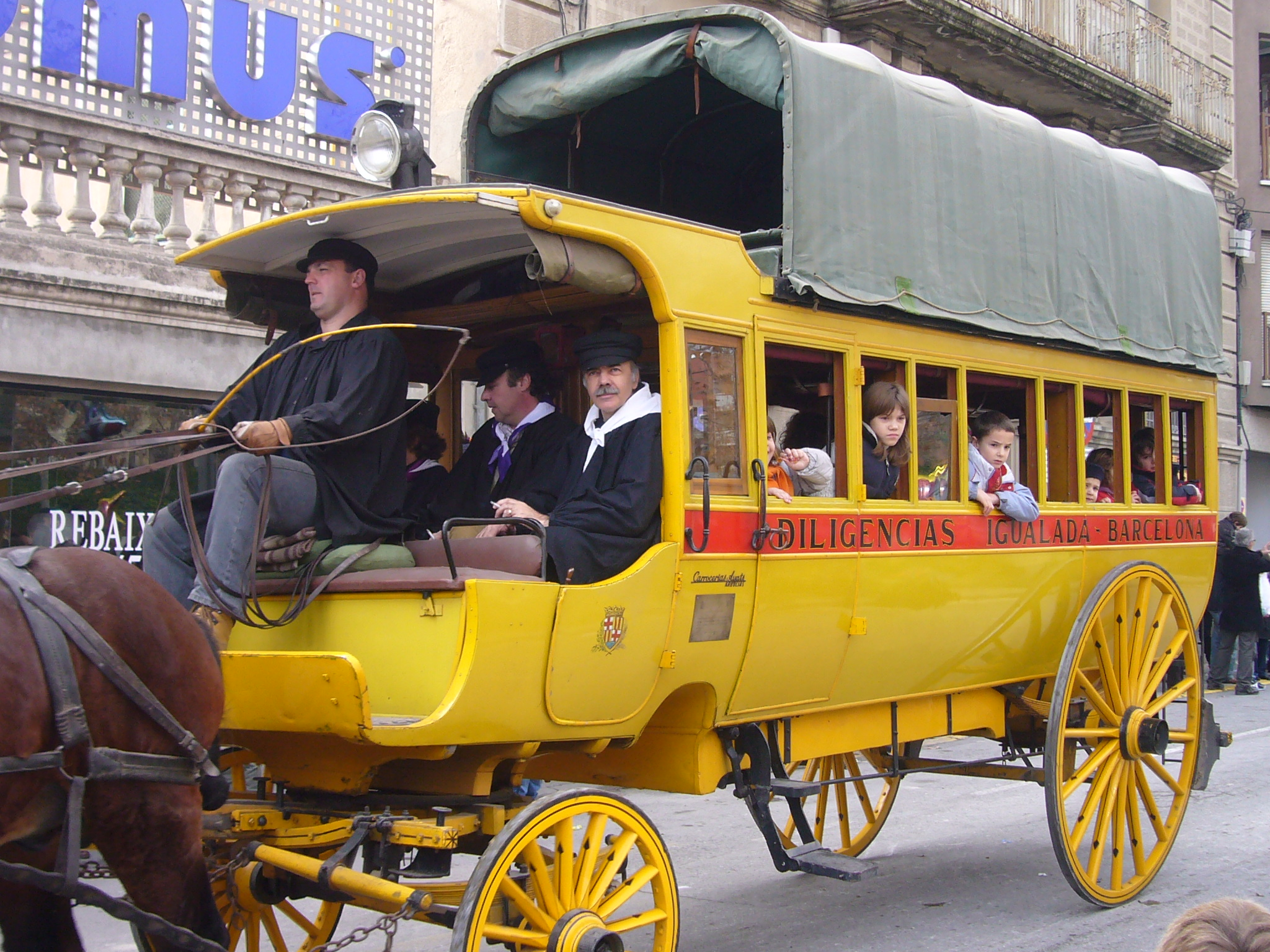
Diligència que realitzava el trajecte Igualada-Barcelona. S'usa en els "Tres Tombs" organitzats per l'Antic Gremi de Traginers d'Igualada

La diligència era un carruatge que feia un servei regular entre dues poblacions extremes de la seva ruta amb itinerari fix. Una diligència sol tenir tres departaments:
- Berlina a la part anterior amb seient transversal per a tres places, finestretes de vidres al capdavant i dues portes laterals de vidre. Va darrere del pescant i sota d'ell doncs es troba aquest elevat sobre el sostre de la caixa.
- Interior, col·locat darrere de la berlina i en el centre del carruatge com el seu nom indica. Té dos seients transversals i és per tant doble que la berlina. Té portes laterals amb vidres entre els seients.
- Rotonda que ocupa la part posterior del carruatge amb dos seients laterals per a tres o quatre places cada un. Té porta posterior central entre els seients i estreps a totes les portes.

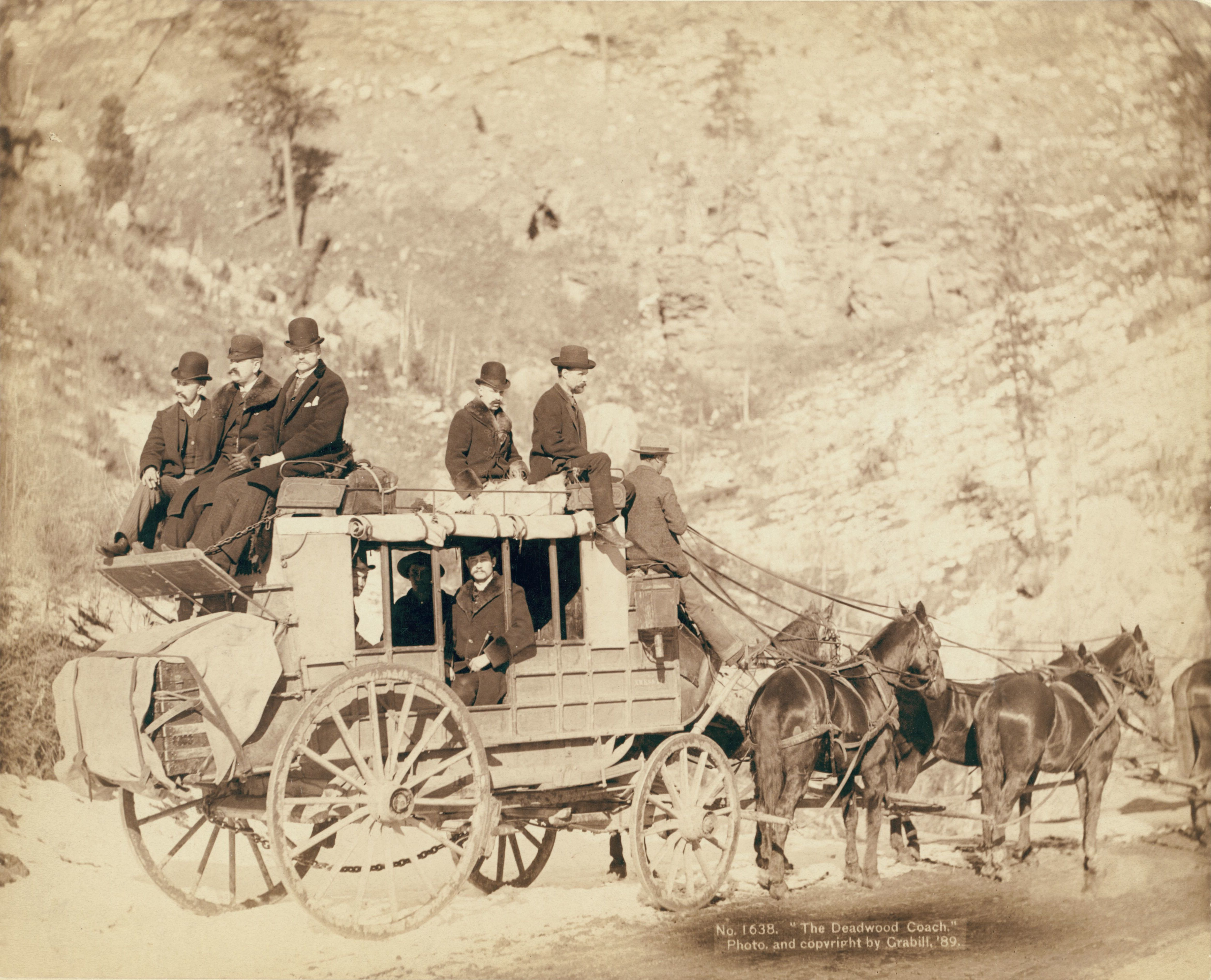
Diligència de 1888 (Dakota del Sud)

En algunes diligències falta el departament central i llavors a la rotonda se l'anomena interior. La coberta més resistent que la de l'òmnibus té barana per contenir els equipatges i farcells i en la qual es fixa la baca: pell formada de cuir cosit amb anells a les vores per subjectar-la amb cordes a la barana. Darrere del pescant, sobre el sostre del carruatge i davant de la barana hi ha un altre departament, el cupè, format per un seient transversal per a tres places obert per davant amb coberta de cuir per als peus i les cames que s'uneix a una capota com la dels cupès.

## Diligències als Països Catalans

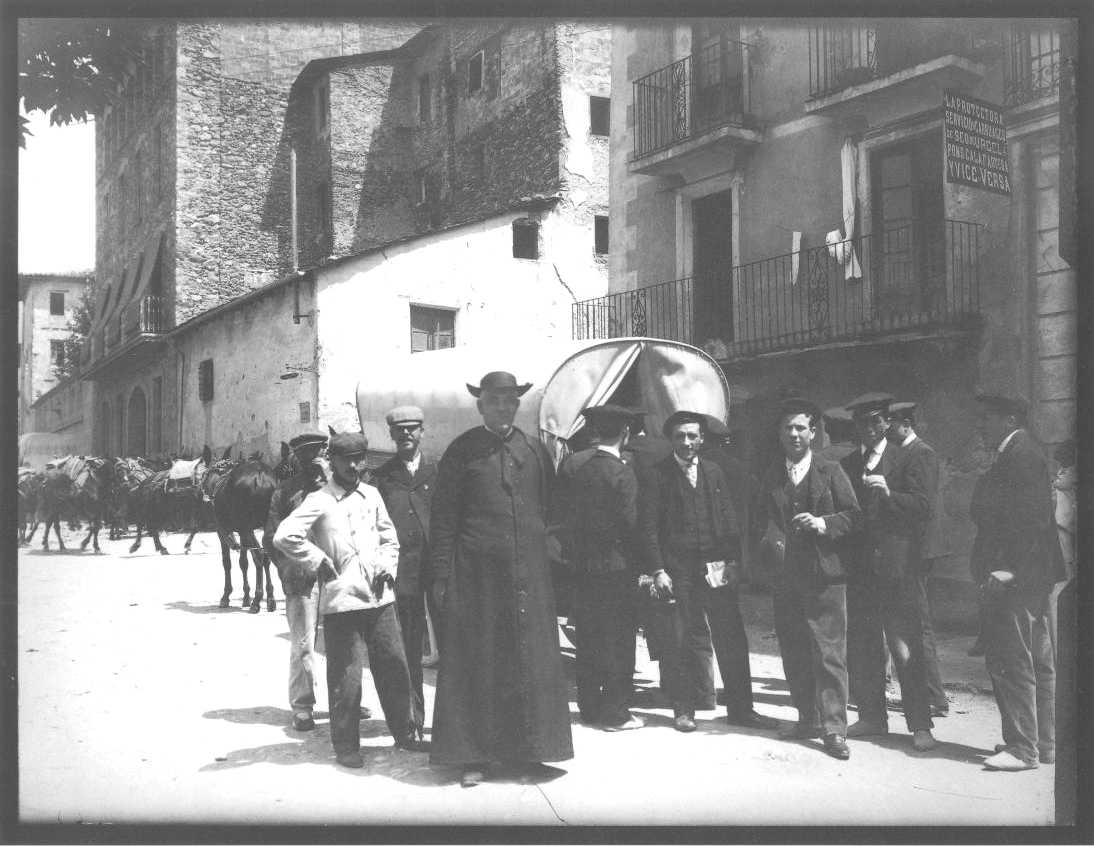
Sortida de diligències des de la Plaça de Catalunya de la Seu d'Urgell l'any 1900

Les primeres diligències dels Països Catalans apareixen el 1815 per a comunicar Reus i Barcelona, a iniciativa del comerciant Josep Brunet. El carruatge, que portava passatgers i missatgeria, sortia del carrer de Jesús, a Reus, passava per Tarragona, el Vendrell, Vilafranca i Martorell i arribava a la Rambla dels Caputxins de Barcelona al cap de deu hores i mitja. L'endemà feia el trajecte en sentit contrari.
El 1840 es fundà la Societat de Diligències i Missatgers de Catalunya. Realitzaven el servei de transport de persones i del correu. El cotxe tenia una capacitat de vuit persones. Malgrat la competència del ferrocarril, les diligències continuaren el seu camí durant tot el segle xix realitzant les rutes per on no passava el tren. Cal tenir en compte que la primera línia de ferrocarril que s'instal·là als Països Catalans fou el 1848 per unir Barcelona i Mataró.

## Documents
- 1771.[5]

| «                                                     | “ El primer proyecto que hubo en España de esta especie fué por el año de 1771, durante el reinado del Sr. D. Carlos III, que fué quien empezó á dar impulso á la construccion de caminos y canales, conociendo su grande importancia, y que sin ellos no era posible que prosperasen la agricultura, la industria ni el comercio. Buenaventura Roca y Compañía, vecino de Barcelona, fué quien propuso establecer un servicio de carruages en Diligencia desde Madrid á Cadiz, mediante la concesion de un privilegio esclusivo por 25 años, y otros beneficios; mas á pesar de habérsele otorgado esta gracia y espedídosele la oportuna real cédula, no se llevó á cabo dicho proyecto por motivos que se ignoran.” | » |
| — Manual de diligencias. Antonio Gutiérrez González . | |   |

- 1818.[6]

| «                                                                         | “ El establecimiento de diligencias y mensagerias de Cataluña principió en Barcelona en 16 de junio de 1818, fundando una compañía de Catalanes, en virtud de real permiso de 5 de abril anterior, una diligencia dos veces por semana de ida y vuelta de Valencia; y en julio del mismo año le fue confiada la conducción de la correspondencia pública. En octubre de 1819 empezó á admitir asientos para continuar desde Valencia á Madrid, con la diligencia que empezó á corres en aquel trecho. A principios del año 1819, la compañía estableció carruages de carguío llamados mensagerias de la diligencia, para el trasporte de géneros y viajeros desde Barcelona a Valencia y více-versa”. | » |
| — Diccionario geográfico-estadístico-histórico de España. Pascual Madoz . | |   |